# Astragalus conaensis
Astragalus conaensis är en ärtväxtart som beskrevs av Dieter Podlech och L.R.Xu. Astragalus conaensis ingår i släktet vedlar, och familjen ärtväxter. Inga underarter finns listade i Catalogue of Life.